# Kanton Rostrenen
Der Kanton Rostrenen (bretonisch: Kanton Rostrenenn) ist seit 1790 ein französischer Kanton im Arrondissement Guingamp, im Département Côtes-d’Armor und in der Region Bretagne; sein Hauptort ist Rostrenen.

## Geschichte
Der Kanton entstand am 15. Februar 1790. Von 1801 bis 2015 gehörten sechs Gemeinden zum Kanton Rostrenen. Mit der Neuordnung der Kantone in Frankreich stieg die Zahl der Gemeinden 2015 auf 29. Nebst den bisherigen 6 Gemeinden des alten Kantons Rostrenen kamen alle 8 Gemeinden des bisherigen Kantons Gouarec, alle 8 Gemeinden des Kantons Maël-Carhaix und 7 der 8 Gemeinden des Kantons Saint-Nicolas-du-Pélem hinzu.

## Lage
Der Kanton liegt im Südwesten des Départements Côtes-d’Armor.

## Gemeinden

### Kanton Rostrenen seit 2015
Der Kanton besteht aus 27 Gemeinden mit insgesamt 20.444 Einwohnern (Stand: 1. Januar 2022) auf einer Gesamtfläche von 755,80 km²:
| Gemeinde               | Bretonisch            | Einwohner (2022) | Fläche (km²) | Code postal | Code Insee |
| ---------------------- | --------------------- | ---------------- | ------------ | ----------- | ---------- |
| Bon Repos sur Blavet   | Berrepoz-ar-Blavezh   | 1.237            | 53,91        | 22570       | 22107      |
| Canihuel               | Kanuhel               | 348              | 32,14        | 22480       | 22029      |
| Glomel                 | Groñvel               | 1.412            | 79,93        | 22110       | 22061      |
| Gouarec                | Gwareg                | 912              | 6,41         | 22570       | 22064      |
| Kergrist-Moëlou        | Kegrist-Moeloù        | 636              | 47,16        | 22110       | 22087      |
| Lanrivain              | Larruen               | 465              | 36,74        | 22480       | 22115      |
| Le Moustoir            | Ar Vouster            | 659              | 14,85        | 22340       | 22157      |
| Lescouët-Gouarec       | Leskoed-Gwareg        | 215              | 18,73        | 22570       | 22124      |
| Locarn                 | Lokarn                | 421              | 32,36        | 22340       | 22128      |
| Maël-Carhaix           | Mêl Karaez            | 1.455            | 36,57        | 22340       | 22137      |
| Mellionnec             | Melioneg              | 420              | 24,22        | 22110       | 22146      |
| Paule                  | Paoul                 | 674              | 37,56        | 22340       | 22163      |
| Peumerit-Quintin       | Purid-Kintin          | 184              | 14,80        | 22480       | 22169      |
| Plélauff               | Pellann               | 687              | 25,51        | 22570       | 22181      |
| Plévin                 | Plevin                | 754              | 27,36        | 22340       | 22202      |
| Plouguernével          | Plougernevel          | 1.602            | 41,60        | 22110       | 22220      |
| Plounévez-Quintin      | Plounevez-Kintin      | 1.057            | 42,89        | 22110       | 22229      |
| Rostrenen              | Rostrenenn            | 3.282            | 32,17        | 22110       | 22266      |
| Saint-Connan           | Sant-Konan            | 297              | 13,54        | 22480       | 22284      |
| Saint-Gilles-Pligeaux  | Sant-Jili-Plijo       | 304              | 19,45        | 22480       | 22294      |
| Saint-Igeaux           | Sant Ijo              | 124              | 12,91        | 22570       | 22334      |
| Saint-Nicolas-du-Pélem | Sant-Nikolaz-ar-Pelem | 1.536            | 41,04        | 22480       | 22321      |
| Sainte-Tréphine        | Sant Trifin           | 187              | 12,52        | 22480       | 22331      |
| Trébrivan              | Trabrivan             | 763              | 22,96        | 22340       | 22344      |
| Treffrin               | Trefrin               | 524              | 7,47         | 22340       | 22351      |
| Trémargat              | Tremargad             | 182              | 13,90        | 22110       | 22365      |
| Tréogan                | Treogan               | 107              | 7,10         | 22340       | 22373      |
| Kanton Rostrenen       | Rostrenenn            | 20.444           | 755,80       | -           | 2223       |

### Veränderungen im Gemeindebestand seit der landesweiten Neuordnung der Kantone
2017: Fusion Laniscat, Perret und Saint-Gelven → Bon Repos sur Blavet

### Kanton Rostrenen bis 2015
Der alte Kanton Rostrenen bestand aus sechs Gemeinden: Glomel, Kergrist-Moëlou, Plouguernével, Plounévez-Quintin, Rostrenen (Hauptort) und Trémargat.

### Bevölkerungsentwicklung des alten Kantons bis 2015
| 1962   | 1968   | 1975   | 1982   | 1990   | 1999  | 2006  | 2012  |
| ------ | ------ | ------ | ------ | ------ | ----- | ----- | ----- |
| 11.304 | 11.242 | 11.281 | 11.083 | 10.358 | 9.341 | 8.605 | 8.336 |

## Politik
Im 1. Wahlgang am 22. März 2015 erreichte keines der vier Wahlpaare die absolute Mehrheit. Bei der Stichwahl am 29. März 2015 gewann das Gespann Alain Guéguen/Sandra Le Nouvel (beide PS) gegen Annick Gaudron/Christian Gautier (beide DVD) mit einem Stimmenanteil von 66,31 % (Wahlbeteiligung:54,22 %).
| Vertreter im conseil général des Départements | Vertreter im conseil général des Départements | Vertreter im conseil général des Départements |
| Amtszeit                                      | Name                                          | Partei                                        |
| --------------------------------------------- | --------------------------------------------- | --------------------------------------------- |
| 1985–1992                                     | Émile Radenac                                 | DVD                                           |
| 1992–1998                                     | Pierre Le Gouez                               | DVD                                           |
| 1998–2011                                     | Ange Herviou                                  | PCF                                           |
| 2011–2015                                     | Alain Guéguen                                 | PS                                            |
| 2015–                                         | Alain Guéguen Sandra Le Nouvel                | PS                                            |